# كيلنغ فلور 2
كيلنغ فلور 2 (بالإنجليزية: Killing floor 2)‏، هي الجزء الثاني من سلسلة لعبة فيديو كيلنغ فلور، حيث صدرت الجزء الثاني من السلسلة سنة 2016، حيث تعمل منصات بلاي ستيشن 4 ومايكروسوفت ويندوز سنة 2016، وفي سنة 2017 صدرت على منصة إكس بوكس ون، وهي لعبة فيديو من نوع البقاء وتصويب منظور الشخص الأول.

## الموقع الخارجي
- الموقع الرسمي
 (بالانكليزية)